# You Are Not Alone (film)
 (avril 2013).
Si vous disposez d'ouvrages ou d'articles de référence ou si vous connaissez des sites web de qualité traitant du thème abordé ici, merci de compléter l'article en donnant les références utiles à sa vérifiabilité et en les liant à la section « Notes et références ».
Pour les articles homonymes, voir You Are Not Alone.
Pour plus de détails, voir Fiche technique et Distribution.
You Are Not Alone (en danois : Du er ikke alene)  est un film danois, réalisé par Lasse Nielsen et Ernst Johansen, et sorti en 1978.

## Synopsis
L'action se déroule dans un pensionnat de garçons danois. L'un des garçons, Bo (Anders Agens, 15 ans), développe une amitié particulière avec Kim (Peter Bjerg, 12 ans), le jeune fils du directeur.  Ils vivent secrètement leur amour naissant.
Plus tard dans l'intrigue, un élève perturbateur est expulsé pour avoir affiché des posters érotiques. Certains des élèves décident de protester contre ceci en sortant de classes. Finalement, le garçon obtient l'autorisation de retourner à l'école pour qu'il puisse obtenir un diplôme. 
À la cérémonie de remise des diplômes de fin d'année, les garçons présentent à l'école entière et leurs familles un court-métrage qu'ils ont eux-mêmes fait, illustrant le commandement « Aime ton prochain », qui montre Bo et Kim tendrement enlacés puis s'embrassant amoureusement.  

## Fiche technique
- Titre original : Du er ikke alene
- Titre international : You Are Not Alone
- Réalisation : Lasse Nielsen, Ernst Johansen
- Scénario : Lasse Nielsen, Bent Petersen
- Costumes : Jette Termann
- Photographie : Henrik Herbert
- Montage : Hanne Hass
- Musique : Sebastian
- Production : Steen Herdel
- Société de production : Steen Herdel Filmproduktion
- Société de distribution : Svenska Filminstitutet
- Pays d'origine : Danemark
- Langue : danois
- Format : Couleurs (Eastmancolor) - 35 mm - 1,85:1 - Son mono
- Genre : Drame, romance
- Durée : 90 minutes
- Dates de sortie : 
  - Danemark : 23 février 1978
  - France : inédit
- Classification : interdit aux moins de 12 ans (Danemark)

## Distribution
- Agens Anders : Bo
- Peter Bjerg : Kim
- Ove Sprogoe : le père de Kim
- Elin Reimer : la mère de Kim
- Jan Jorgensen : Lear Jens Carstensen
- Jørn Faurschou : Laerervikar Andersen
- Merete Axelberg : Laere Mortensen
- Hugo Herrestrup : Conrads
- Beatrice Palne : Jensen Fru
- Jacoby Aske : Aske
- Ole Meyer : Ole

## Box-office
- Danemark : 250 000 entrées[réf. nécessaire]

## Sorties vidéo
- 27 juin 2006 : You Are Not Alone (1 DVD) chez TLA Releasing, zone 1
- 2014 : You Are Not Alone (1 DVD) chez CMV-Laservision Berlin, zone 2 (dernière édition ; doublage voix en allemand, sous-titres anglais, allemand)

## Autour du film
- Deux semaines avant le début du tournage, le coscénariste du film Bent Petersen présente au réalisateur le fils d'un ami psychologue, pour le rôle de Kim. Le rôle est pour lui.
- La fin du film devait se dérouler de nuit, dans la cabane des deux héros au fond d'une forêt. L'éclairage insuffisant rendra la bobine inutilisable. N'ayant pas les moyens financiers pour tourner à nouveau la scène, le réalisateur choisit de monter une nouvelle fin à partir d'autres bobines tournées auparavant.
- Le film a été présenté dans différents festivals de cinéma en Italie, en Allemagne et aux Pays-Bas, mais il n'est sorti en salles qu'en Scandinavie.

## Controverse
Le film reste toujours quelque peu controversé, particulièrement aux États-Unis, non seulement pour son sujet, une idylle entre adolescent de même sexe, mais aussi pour la scène qui montre les deux jeunes acteurs principaux : Agens (âgé de 15 ans à l'époque) et Bjerg (12 ans) prenant une douche ensemble entièrement nus.
Concernant la relation entre Bo et Kim, quand on a demandé au réalisateur Lasse Nielsen si le film pourrait être fait aujourd'hui il a répondu : "non, je ne crois que le film pourrait être fait aujourd'hui. Nous vivons une situation regrettable d'autocensure ces jours-ci."
Cependant il a aussi fait des remarques sur le regard du monde à propos de l'homosexualité en déclarant : "à bien des égards, il y a plus de tolérance. Sur YouTube, par exemple, vous pouvez voir beaucoup de jeunes garçons faire leur coming out ; Et - au moins au Danemark - les parents deviennent plus tolérants. Je ne suis pas sûr cependant qu'il y a eu beaucoup de progrès aux U.S.A.  où beaucoup de jeunes adolescents homosexuels sont toujours conduits au suicide à cause du harcèlement, qu'il soit général ou spécifique. »